# Virtuális számítógép

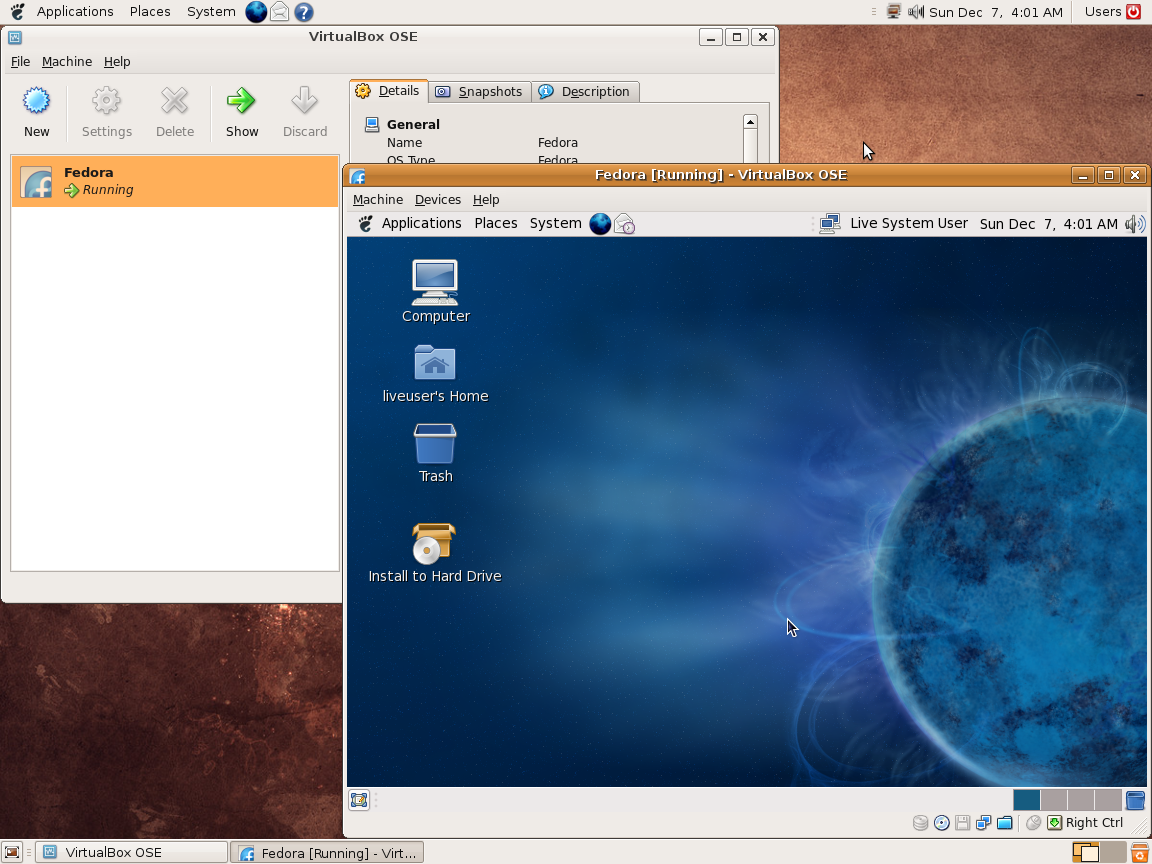
VirtualBox segítségével futó Fedora operációs rendszer

A virtuális számítógép egy szimulált számítógépet jelent.
A számítógépek általában fizikailag létező dolgok: elektronikai elemekből (integrált áramkörökből) felépített központi egység értelmezi és hajtja végre a programokat.
A virtuális számítógép fizikailag nem létezik: a felépítése csupán egy szimuláció, egy olyan számítógépes program, ami egy létező fizikai számítógépet, vagy egy fizikailag nem felépített számítógép működését szimulálja. Ez valójában egy "teljes számítógép egy másik számítógépen belül".
Ennek célja sokféle lehet. Néhány példa:
- új számítógépek terveinek elemzése,
- új számítógép-architektúrák kikísérletezése,
- számítógépek hibáinak felderítése,
- számítógépes programok hibakeresése az eredeti (fizikai) környezetnél rugalmasabban, például operációs rendszerek fejlesztése
- fejlesztő cégeknél keresztplatformos szoftverek tesztelése rugalmasan, párhuzamosan többféle géptípuson, operációs rendszeren
- egy adott jellemzőkkel rendelkező számítógépre írt program futtatása egy más jellemzőkkel rendelkező számítógépen.
- Szervertakarékosság és/vagy energiatakarékosság: több szerver (operációs rendszer) a jobb erőforrás kihasználása érdekében egy fizikai eszközön (hardveren) futtatása.

## Fajtái
Két fő virtualizációs rendszer különíthető el. 

### Rendszerszintű virtualizáció
Az összetettebb változat a rendszerszintű virtualizáció, mellyel komplett számítógépek emulálhatók, operációs rendszerrel együtt. 
Előnyei közé tartozik, hogy több operációs rendszer futtatható közvetlen az ún. gazdarendszerből, valamint az elszigeteltségéből adódó biztonságos szoftvertesztelés. (Példaként említhető a különböző kártékony kódok, vírusok tesztelése) 
Főbb hátrányai közé sorolható a magas erőforrásigény és a viszonylagos megbízhatatlansága a közvetlenül hardverekkel való kommunikáció terén.

### Folyamatszintű virtualizáció
A másik változat a folyamatszintű virtualizáció, ezzel egyetlen program, egyetlen folyamat futtatható. Ezek közvetlenül a gazdarendszerből futnak. A virtuális környezet a folyamat indításakor jön létre, és a folyamat befejeződésekor szűnik meg. Célja, hogy platformfüggetlen környezetet teremtsen, megkönnyítendő a programozók dolgát. Az egyik legismertebb ilyen környezet a Java Virtual Machine.

## Virtuális gépek
- VMware
- Kernel-based Virtual Machine
- VirtualPC
- Xen – natív hypervisor
- VirtualBox (az Oracle terméke)
- KVM

Nem szigorúan véve virtuális gép, de ide sorolható még:
- Java virtuális gép (az Oracle terméke) – Geronimo J2EE
- Linux chroot
- Solaris Containers
- FreeBSD jail – operációs rendszer szintű virtualizációs megoldás
- Parallels MacOSX – Windows futtatása Macintosh gépeken[1]